# Шестопалов, Виктор Петрович
Виктор Петрович Шестопалов (23 января 1923 — 28 ноября 1999) — советский физик родом из г. Славянска, действительный член АН УССР (с 1979).

## Биография
Окончил Харьковский университет (1949).
Работал в Харьковском институте мер (1949—1950), заведующий кафедр Харьковского пед. института (1958—1963), Харьковского института радиоэлектроники (1963—1969), Харьковского университета (1969—1971), с 1965 работал в Институте радиофизики и электроники АН УССР, с 1973 его директор.
Внёс весомый вклад в теорию дифракции, передачи и приема электромагнитных микроволн.

## Награды
Награждён орденами Ленина, Отечественной войны I степени, Трудового Красного Знамени, «Знак Почёта».

## Сочинения
- Сумматорные уравнения в современной теории дифракции / В. П. Шестопалов. — Киев : Наук. думка, 1983. — 251 с. : ил.; 27 см.
- Шестопалов В. П., Кириленко А. А., Рудь Л. А. Резонансное рассеяние волн. Том 2. Волноводные неоднородности. Киев: Наукова Думка, 1986. — 216 с.
- Физические основы миллиметровой и субмиллиметровой техники /  В. П. Шестопалов. — Киев : Наук. думка, 1985. — 27 см. 1. Открытые структуры. — Киев : Наук. думка, 1985. — 213 с. : ил. 2. Источники. Элементарная база. Радиосистемы: Источники. Элементарная база. Радиосистемы. — Киев : Наук. думка, 1985. — 254 с. : ил.
- Метод задачи Римана-Гильберта в теории дифракции и распространения электромагнитных волн /  В. П. Шестопалов. — Харьков : Изд-во Харьк. ун-та, 1971. — 400 с. : черт.; 27 см.
- Дифракционная электроника / В. П. Шестопалов. — Харьков : Вища шк. Изд-во при Харьков. ун-те, 1976. — 231 с. : ил.; 26 см.
- Спектральная теория и возбуждение открытых структур / В. П. Шестопалов; АН УССР, Ин-т радиофизики и электрон. — Киев : Наук. думка, 1987. — 287,[1] с. : ил.; 27 см.
- Матричные уравнения типа свертки в теории дифракции / В. П. Шестопалов, А. А. Кириленко, С. А. Маслов. — Киев : Наук. думка, 1984. — 293 с. : ил.; 22 см.
- Динамическая теория решеток / В. П. Шестопалов, Ю. К. Сиренко; АН УССР, Ин-т радиофизики и электрон. — Киев : Наук. думка, 1989. — 212,[1] с. : ил.; 26 см; ISBN 5-12-000870-4